# Sonnenapex

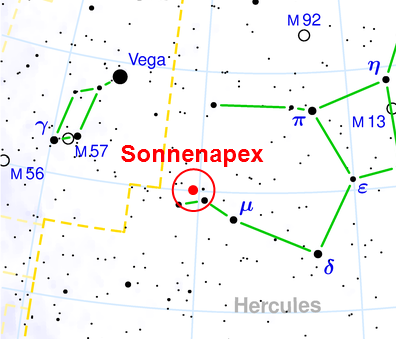
Position des Sonnenapex (roter Punkt)

Der Sonnenapex (lateinisch apex = „Spitze“, „Kuppe“, „Helm“) ist der Fluchtpunkt der Bewegung unserer Sonne im Vergleich zum Mittel der benachbarten hellen Sterne, also relativ zum (fiktiven) Lokalen Ruhesystem. Dieser Punkt liegt im Sternbild Herkules, südwestlich der Wega. Die entgegengesetzte Richtung nennt man Antapex und liegt im Sternbild Taube. Der Sonnenapex kann auch als eine Art Pekuliargeschwindigkeit der Sonne gegenüber dem Lokalen Ruhesystem aufgefasst werden, auch wenn diese Bezeichnung wenig gebräuchlich ist.

## Geschichte
Die erste Bestimmung des Apex wurde 1783 von Wilhelm Herschel durchgeführt. Ab 1822 hat auch Carl Friedrich Gauß mit sehr unterschiedlichen Methoden den Sonnenapex berechnet, die Rechnungen selbst aber nie veröffentlicht. Dieser erhielt in äquatorialen Koordinaten {\displaystyle \alpha =266^{\circ }18'} bzw. {\displaystyle \delta =34^{\circ }48'}. Die erste genaue Bestimmung hat Friedrich Wilhelm August Argelander in seiner Abhandlung Über die eigene Bewegung des Sonnensystems (1837) veröffentlicht. Sein Resultat stimmte ziemlich gut mit dem von Herschel überein. Später wurde die wichtigste Methode von Auguste Bravais und George Biddell Airy unabhängig wiederentdeckt. Gegen 1900 wurde die Richtung des Apex ungefähr bei {\displaystyle \alpha =18^{h}} und {\displaystyle \delta =30^{\circ }} angenommen,  bzw. im galaktischen Koordinatensystem entsprechend mit {\displaystyle l=56{,}2^{\circ }} und {\displaystyle b=22{,}8^{\circ }}. Die Geschwindigkeit in diese Richtung wurde zu etwa 20 km/s bestimmt. Einzelne Studien bis dahin wichen dabei deutlich voneinander ab und verorteten den Sonnenapex im Sternbild Herkules, in der Leier oder auch im Schwan. In der ersten Hälfte des 20. Jahrhunderts lagen die in Einzelstudien berechneten Apexwerte mehrheitlich im Sternbild Herkules.
Erst nach 1900 wurde klar, dass eine Hauptschwierigkeit bei der Bestimmung des Apex der Sonnenbewegung auf der anisotropen Geschwindigkeitsverteilung der Sterne beruht. Insbesondere muss berücksichtigt werden, dass verschiedene Sternpopulationen unterschiedliche Geschwindigkeitsdispersionen besitzen, die von deren Alter, aber auch von deren Metallizität abhängen. Ebenso muss der Tatsache Rechnung getragen werden, dass sich die Sterne im Regelfall nicht auf idealen Kreisbahnen bewegen, sondern elliptische Orbits um das galaktische Zentrum vollführen.

## Bestimmung
Um die Pekuliargeschwindigkeit der Sonne zu bestimmen, ist es zunächst zweckmäßig, die Bewegung im zylinderförmigen galaktischen Koordinatensystem zu betrachten. In diesem definiert man ein lokales Ruhsystem (auch Local Standard of Rest, LSR), das an der heutigen Position der Sonne fixiert ist und einer Rotation um das galaktische Zentrum in einem perfekt kreisförmigen Orbit folgt. Man benutzt die Geschwindigkeitskomponenten {\displaystyle U} in radialer Richtung, {\displaystyle V} in Richtung der Rotation der Galaxis und {\displaystyle W} in vertikaler Richtung.
Der Zusammenhang zwischen der Pekuliargeschwindigkeit der Sonne {\displaystyle {\vec {v}}_{\odot }} und der Pekuliargeschwindigkeit eines anderen Objekts {\displaystyle {\vec {v}}_{pec}} in Bezug auf den LSR ist dann additiv über die heliozentrisch gemessene Raumgeschwindigkeit {\displaystyle {\vec {v}}_{hel}} gegeben:
{\displaystyle {\vec {v}}_{pec}={\vec {v}}_{\odot }+{\vec {v}}_{hel}}
Die Raumgeschwindigkeit wird mithilfe der Eigenbewegung und der Radialgeschwindigkeit berechnet. Um die drei Geschwindigkeitskomponenten {\displaystyle {\vec {v}}_{\odot }=\left(U,V,W\right)_{\odot }} nun für die Sonnenbewegung zu bestimmen, betrachtet man verschiedene Sterne in der direkten Sonnenumgebung.
Methode: Komponentenweise Bestimmung der Geschwindigkeit
Zuerst betrachtet man die Mittelwerte der heliozentrisch gemessenen Raumgeschwindigkeiten in radialer ({\displaystyle U}) und vertikale Komponente {\displaystyle W}. Unter Annahme einer axialsymmetrischen und stationären Galaxie bewegen sich gleich viele Sterne von außen nach innen bzw. von unten nach oben, so dass die Pekuliargeschwindigkeitskomponenten {\displaystyle U_{pec}} und {\displaystyle W_{pec}} der betrachteten Sterne im Mittel Null sein müssen. Nach obiger Formel gilt dann, dass {\displaystyle U_{\odot }} und {\displaystyle W_{\odot }} den negativen Mittelwerten der Raumgeschwindigkeitskomponenten entsprechen: {\displaystyle U_{\odot }=-\langle U_{hel}\rangle } bzw. {\displaystyle W_{\odot }=-\langle W_{hel}\rangle }.
Weil die Bewegung der Sterne im Allgemeinen einem elliptischen, nicht einem kreisförmigen Orbit folgt und dabei der Geschwindigkeitsdispersion der jeweiligen Sternpopulation unterliegt, muss für die Berechnung der V-Komponente eine andere Methode gewählt werden. Nach herkömmlicher Vorgehensweise benutzt man hierzu die empirisch gefundene Beziehung (auch asymmetrischer Drift oder Strömberg-Relation genannt):
{\displaystyle \langle V_{hel}\rangle =-C\langle U_{pec}^{2}\rangle }
Je größer also die Geschwindigkeitsdispersion in radialer Richtung ist, desto stärker weicht die mittlere Rotationsgeschwindigkeit einer Sternpopulation von der Kreisbahngeschwindigkeit um das galaktische Zentrum ab. Die Konstante {\displaystyle C} hängt von der lokalen Dichte- und Geschwindigkeitsverteilung der Sterne ab. Trägt man beide Größen in einem {\displaystyle U_{pec}^{2}}-{\displaystyle V_{hel}}-Diagramm auf, lässt sich durch lineare Anpassung {\displaystyle V_{\odot }} bestimmen.
Zwischenergebnis: Nach dieser Methode erhält man den Wert {\displaystyle {\vec {v}}_{\odot }=\left(U,V,W\right)_{\odot }=\left(10{,}00,\ 5{,}25,\ 7{,}17\right)\,{\text{km/s}}}. Betragsmäßig entspricht dies einer Geschwindigkeit von {\displaystyle 13{,}4\ {\text{km/s}}}. Folglich bewegt sich die Sonne nach innen, nach oben, und schneller, als sie es auf einer Kreisbahn an diesem Ort tun würde. Der Apex zeigt dabei in Richtung {\displaystyle l=27{,}7^{\circ }} bzw. {\displaystyle b=32{,}4^{\circ }}.
Genauere Methode. Bisher missachtete die Methode, dass die Geschwindigkeitsdispersion von Sternpopulationen mit deren Metallizität zusammenhängt: Allgemein besitzen jüngere Sterne (und damit auch frühe Spektraltypen) eine deutlich höhere Metallizität als ältere Sterne (und somit auch späte Spektraltypen). Ältere Sternpopulationen unterlagen auf ihrem Weg durch die Milchstraße jedoch über einen längeren Zeitraum den gravitativen Störungen umgebender Sterne oder Molekülwolken, so dass deren Geschwindigkeitsdispersion höher ist als die von jüngeren Sternpopulationen. Weiterhin weisen metallarme Unterzwerge erhöhte Pekuliargeschwindigkeiten auf. Berücksichtigt man nun diesen Metallizitätsgradienten in der galaktischen Scheibe, ergibt sich eine Abweichung von der obigen Beziehung.
Ergebnis: Man erhält schließlich {\displaystyle {\vec {v}}_{\odot }=\left(U,V,W\right)_{\odot }=\left(11{,}1,\ 12{,}24,\ 7{,}25\right)\,{\text{km/s}}}. Damit ergibt sich der Betrag der Pekuliargeschwindigkeit zu {\displaystyle 18{,}0\ {\text{km/s}}}; der Apex zeigt in Richtung {\displaystyle l=47{,}9^{\circ }} bzw. {\displaystyle b=23{,}8^{\circ }}.

## Bedeutung
Die Apexbewegung muss bei der Auswertung von Geschwindigkeitsmessungen in der Milchstraße berücksichtigt werden, um aus der Relativgeschwindigkeit zur Sonne Rückschlüsse auf die tatsächlichen galaktischen Bewegungen ziehen zu können. Hierzu wird nach der obigen Formel die Pekuliargeschwindigkeit der Sonne zu den heliozentrisch gemessenen Raumgeschwindigkeiten hinzuaddiert, um die entsprechenden Pekuliargeschwindigkeiten in Bezug auf das Lokale Ruhesystem zu erhalten.

## Erdapex
In Anlehnung an den Sonnenapex wird vor allem bei Meteorbeobachtungen der Fluchtpunkt der Erdbewegung relativ zur Sonne – also die Richtung, in die sich die Erde mit etwa 30 km/s bewegt – als Erdapex bezeichnet. Diese Richtung ist tangential zur Erdbahn, steht also im rechten Winkel zur Linie Erde–Sonne. Daher ist der Erdapex am Sternenhimmel um ca. 90° versetzt zur Position der Sonne und wandert im Laufe eines Jahres entlang der Ekliptik. Er steht in den frühen Morgenstunden besonders hoch am Himmel, weshalb man in der zweiten Nachthälfte oft mehr Meteore zählen kann als in der ersten.